# Giuseppe Dallara
Giuseppe Lorenzo Dallara (Chiavari, 19 gennaio 1936) è un politico italiano.
Candidatosi alle elezioni provinciali a Genova del 1993 sostenuto dalla Lega Nord, arrivò al ballottaggio ma fu sconfitto dalla candidata progressista Marta Vincenzi.
Non condividendo la scelta di Umberto Bossi di togliere l'appoggio al governo Berlusconi I, aderì a Forza Italia.